# Regno di Norvegia (1814)
Il 1814 fu un anno fondamentale per la storia del Regno di Norvegia. Il tutto iniziò con la Norvegia ancora in unione con la Danimarca, soggetta ad un blocco navale da parte dell'Impero britannico che venne ceduta ai re di Svezia. A maggio di quello stesso anno, una convenzione dichiarò la Norvegia indipendente con una propria costituzione. Alla fine dell'anno il parlamento norvegese aveva deciso di aderire all'unione personale con la Svezia. Anche se le aspirazioni nazionaliste vennero poi risolte solo dagli eventi del 1905, il 1814 fu il punto di origine per una Norvegia pienamente indipendente.
La creazione del regno di Norvegia interessò il governo di un solo monarca norvegese e di due ambiziosi e futuri re in Scandinavia, i quali speravano di unire Svezia, Danimarca e Norvegia sotto un unico trono. Il popolo norvegese ed i suoi capi vennero trascinati in questa contesa, tentando di sfruttare la crisi per la loro autodeterminazione come stato indipendente.

## Prima del 1814
La Danimarca-Norvegia si era schierata coi francesi durante le Guerre napoleoniche per la sua partecipazione nella Guerra delle cannoniere. Avendo perso la propria flotta, essa era virtualmente senza difese contro la Francia e dovette perciò soccombere. La Royal Navy britannica bloccò tutti i porti norvegesi dal 1808, bloccando quindi anche tutti i collegamenti con la Danimarca e costringendo così la Norvegia a badare a sé stessa. Con queste condizioni, in Norvegia si alimentarono delle tensioni e già dal 1809 iniziò a formarsi un primo movimento indipendentista. La campagna svedese contro la Norvegia del 1808-09 venne stroncata dall'esercito norvegese, motivo in più per i norvegesi per proporre la loro indipendenza.
Gli anni 1812 e 1813 divennero tristemente noti per la carestia dovuta al blocco commerciale, momenti che saranno per lungo tempo ricordati in Norvegia.

## Il Trattato di Kiel
Il 7 gennaio 1814, sul punto di soccombere a svedesi, russi e tedeschi al comando del principe eletto di Svezia, Carlo Giovanni, Federico VI di Danimarca era ormai pronto a cedere la Norvegia al re di Svezia per evitare l'occupazione dello Jutland. Egli autorizzò il proprio inviato Edmund Bourke (1761–1821) a negoziare un trattato di pace con Svezia e Gran Bretagna col termine dell'immediato ritiro di tutte le truppe straniere dal territorio danese e con alcune compensazioni territoriali. Egli inoltre venne costretto a sottoscrivere un'alleanza con le altre potenze europee contro Napoleone. Questi termini vennero formalizzati e siglati nel Trattato di Kiel del 14 gennaio, col quale la Danimarca negoziò per mantenere la sovranità sui possedimenti norvegesi di Groenlandia, Isole Faroe e Islanda. Una corrispondenza segreta tra le varie parti nei giorni precedenti l'accordo aveva fatto pressione perché si evitasse un'invasione della Danimarca su vasta scala. Il principe Bernadotte inviò una lettera ai governi di Prussia, Austria e Regno Unito chiedendo il loro supporto, ben sapendo il ruolo della Russia nei negoziati di pace, per raggiungere stabilità nella regione nordica.
La notizia raggiunse la Norvegia solo alla fine di gennaio in una lettera del 18 gennaio del re danese al popolo norvegese, il quale sollevava i suoi ormai ex-sudditi dal prestargli giuramento di fedeltà. Una lettera segreta venne invece recapitata il 17 gennaio dal re a suo cugino il viceré di Norvegia, Cristiano Federico: questa conteneva i dettagli più importanti del trattato e con istruzioni precise di lasciare le fortezze norvegesi agli svedesi e di fare ritorno in Danimarca.
Il pubblico venne informato del trattato di pace il 26 gennaio attraverso un articolo censurato apparso sul giornale Tiden. "Pace, Pace al Nord!" fu il titolo, che comunque non lasciò da subito intuire il fatto che il re aveva ceduto il regno alla Svezia, storicamente nemica della Norvegia. Ben presto però si seppe la verità che causò un certo malcontento, in particolare tra la popolazione norvegese.

## Il tentativo di reclamo di Cristiano Federico
Il viceré ed erede ai troni di Danimarca e Norvegia, il principe Cristiano Federico, alla fine decise di disobbedire alle istruzioni ricevute dal suo re, prendendo invece l'iniziativa di porsi alla testa degli insorgenti per preservare l'integrità della sua corona e, se possibile, mantenere l'unione con la Danimarca. Il re era stato in precedenza avvisato dallo stesso principe in una lettera segreta del dicembre del 1813. Il principe inoltre raccolse l'opposizione popolare che vedeva la Norvegia "svenduta" alla Svezia con la quale già non correva buon sangue.
Problemi finanziari costrinsero il principe il 27 gennaio a stampare banconote per un totale di 3.000.000 di Rigsbankdaler emesse dalla "Banca Provvisoria di Norvegia", stampate con lo stemma norvegese. Per quanto queste "banconote del principe" fossero necessarie alla stabilità economica della Norvegia, alimentarono ancora di più le tendenze indipendentiste oltre all'inflazione. Inoltre re Federico VI si rifiutò di riconoscere la banca norvegese, fatto che aprì nuove crisi interne allo stato.
Cristiano Federico a questo punto decise di reclamare per sé il trono di Norvegia ed iniziò a costruire un governo indipendente a capo del quale pose sé stesso. La settimana precedente al 30 gennaio, il principe compì un viaggio in Norvegia per sondare la volontà popolare in questo senso e ben presto si rese conto che avrebbe potuto sfruttare il sentimento nazionale dei norvegesi a proprio vantaggio. Il 30 gennaio, consultatosi con suoi fidati consiglieri norvegesi, comprendendo che re Federico VI non aveva diritti legali per dividere la propria eredità al trono, ritenendo legale la sua proclamazione a re di Norvegia, ribadì il concetto che la Norvegia aveva diritto ad una propria autodeterminazione.
Quando il 2 febbraio ormai tutto il popolo norvegese aveva ormai appreso che la Norvegia era stata ceduta al re di Svezia, vi fu una crescita sempre maggiore dell'entusiasmo nell'abbracciare le idee di Cristiano Federico per una Norvegia indipendente e sovrana.
L'8 febbraio, Bernadotte rispose minacciando di inviare un esercito ad occupare la Norvegia, promettendo invece una convenzione costituzionale, ma minacciando un embargo nei confronti della Norvegia se i termini del Trattato di Kiel non fossero stati rispettati.

## Il consolidamento del movimento indipendentista

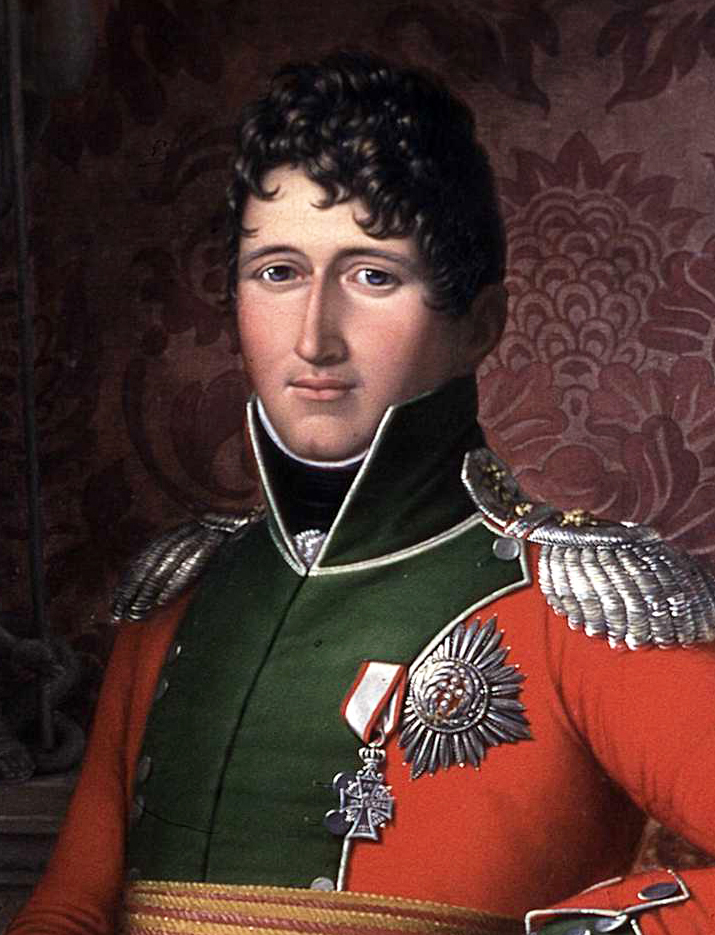
Cristiano Federico nel 1813.

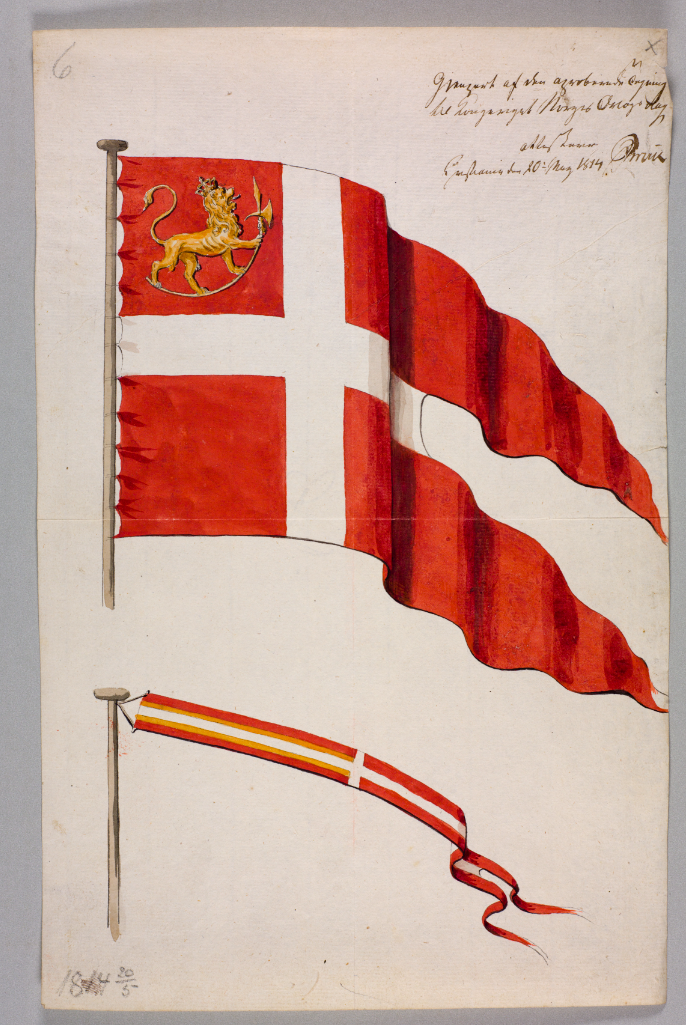
La bandiera norvegese introdotta da Cristiano Federico il 27 febbraio 1814.

Il 10 febbraio Cristiano Federico invitò i rappresentanti dell'aristocrazia norvegese in un incontro nella residenza del suo amico Carsten Anker a Eidsvoll per discutere della situazione nazionale. Li informò dei suoi intenti di resistere all'egemonia svedese e di pretendere per sé la corona norvegese, ma dai suoi consiglieri venne avvisato all'ultimo di mutare quest'ultima richiesta, proponendo piuttosto una generica indipendenza per la Norvegia all'insegna dell'autodeterminazione e la sua nomina a reggente per il tempo necessario.
Giunto a Christiania (Oslo) il 19 febbraio, Cristiano Federico si autoproclamò reggente di Norvegia. Le congregazioni riunitesi il 25 febbraio per giurare fedeltà alla causa dell'indipendenza norvegese, elessero i loro delegati all'assemblea costituzionale che si tenne ad Eidsvoll il 10 aprile successivo.
Il 20 febbraio, il governo svedese inviò un'ambasciata a Cristiano Federico, avvisandolo del fatto che il movimento indipendentista norvegese si presentava come una chiara violazione del Trattato di Kiel e questo poneva la Norvegia in guerra automaticamente contro tutti i paesi che avevano vinto le guerre napoleoniche assicurando quel trattato. Le conseguenze sarebbero state l'occupazione militare, la carestia e la bancarotta. Cristiano Federico inviò delle lettere alla propria rete di conoscenze in Europa, assicurando di non essere il capo della cospirazione per rivedere i termini del Trattato di Kiel, ma piuttosto che i suoi sforzi erano orientati all'autodeterminazione del popolo norvegese. Egli cercò inoltre un'accomodazione segreta con Napoleone I.
L'ambasciata del governo svedese giunse a Christiania il 24 febbraio e si incontrò con Cristiano Federico. Questi rifiutò di accettare la proclamazione del re di Svezia ed insistette invece nelle proprie posizioni con una lettera aperta al popolo norvegese, proclamandosi reggente. La delegazione svedese bollò le sue decisioni come illegali, chiedendo il permesso di fare ritorno in Svezia. Il giorno successivo, le campane delle chiese di Christiania suonarono per un'ora intera, ed i cittadini si riunirono per giurare fedeltà a Cristiano Federico. Il 26 febbraio egli iniziò una lunga corrispondenza col governo svedese. Il giorno successivo introdusse una nuova bandiera per la Norvegia indipendente (il tradizionale Dannebrog col leone norvegese in un cantone).
Il 25 febbraio divenne festa nazionale perché in quel giorno avvenne de facto la proclamazione d'indipendenza del regno di Norvegia. Carsten Anker venne inviato a Londra per ottenere il riconoscimento del nuovo regno da parte del governo britannico, ma anche gli svedesi stavano muovendosi sul piano diplomatico per la loro causa. Dall'inizio di marzo di quell'anno, Cristiano Federico inoltre aveva iniziato ad organizzare un proprio gabinetto di ministri, mantenendo tutte le decisioni per sé.

## La crescente opposizione a Cristiano Federico
Il conte di Wedel-Jarlsberg, il più importante tra i membri della nobiltà norvegese, giunse in Norvegia il 3 marzo per confrontarsi col reggente, accusandolo di star giocando un gioco particolarmente pericoloso. Cristiano Federico rispose accusando Wedel-Jarlsberg di cospirare con gli svedesi. Le prime elezioni ad ogni modo iniziarono a mostrare le prime crepe nel movimento indipendentista. Dalla fine di marzo la situazione peggiorò ulteriormente quando appariva a tutti ormai chiaro l'intento di Cristiano Federico di riportare la Norvegia sotto la sovranità danese.
Prima dell'arrivo di Carsten Anker nel Regno Unito, il segretario degli esteri britannico Robert Stewart, impose nuovamente il blocco navale alla Norvegia e assicurò il re di Svezia che gli inglesi non avrebbero mai riconosciuto lo stato norvegese come indipendente. Una lettera conciliatoria venne inviata da Cristiano Federico al re svedese, ma questa non aveva ricevuto risposta. Il 9 marzo, la missione diplomatica svedese a Copenaghen richiese che Cristiano Federico venisse diseredato dal suo diritto di successione al trono danese e che le potenze europee sarebbero entrate automaticamente in guerra con la Danimarca se questa avesse appoggiato il movimento indipendentista norvegese. Il governo danese da subito si dissociò con il movimento norvegese. Il 17 marzo, Niels Rosenkrantz, il ministro degli esteri danese, rispose alle richieste del governo svedese ribadendo l'intenzione del suo governo a non appoggiare l'indipendenza della Norvegia, ma di non poter impedire al principe Cristiano Federico di agire oltremare e di non essere intenzionata a diseredarlo.
In diverse lettere al conte Hans Henrik von Essen, il comandante delle forze svedesi al confine, Bernadotte, definì Cristiano Federico un ribelle colluso con la nobiltà danese, agendo duramente nel considerare tutti gli ufficiali danesi in Norvegia con servizio attivo come traditori e gli utilizzatori delle "banconote del principe" come contraffattori. Le truppe svedesi si ammassarono ai confini con la Norvegia e si trovavano ormai sul punto dell'invasione.
Nonostante la sua aperta opposizione a Cristiano Federico, Wedel-Jarlsberg venne eletto come delegato alla convenzione costituzionale del 14 marzo.
Carsten Anker giunse a Londra il 24 marzo, dove incontrò il sottosegretario agli affari esteri. Quest'ultimo rigettò l'appello di Anker per l'autodeterminazione della nazione norvegese e fu la prima delle porte chiuse che Anker trovò a Londra. Il 2 aprile Cristiano Federico inviò il fratello di Carsten Anker, Peter (1744−1832) a Londra in missione ufficiosa. Il 3 aprile Carsten Anker venne imprigionato per tre giorni per via di un vecchio debito non saldato, probabilmente su richiesta dell'ambasciatore svedese a Londra.
Il 31 marzo Cristiano Federico arrestò gli ufficiali dei vascelli navali d'istanza in Norvegia dal momento che questi stavano uniformando agli ordini di riportare le navi in Danimarca come richiesto dal loro sovrano. Le navi vennero confiscate e formarono il primo nucleo della marina militare norvegese.
Il 1 aprile, Federico VI inviò una lettera a Cristiano Federico, chiedendogli di abbandonare le proprie pretese e di fare ritorno in Danimarca, menzionando anche questa volta la possibilità di diseredarlo della corona. Cristiano Federico rigettò ancora una volta le richieste del re danese a favore dell'autodeterminazione della Norvegia, ma nel contempo divenne sempre più chiaro nella sua mente il fatto che molta gente pensava che il suo piano fosse proprio quello di riportare la Norvegia sotto la sovranità danese.

## L'Assemblea Costituente

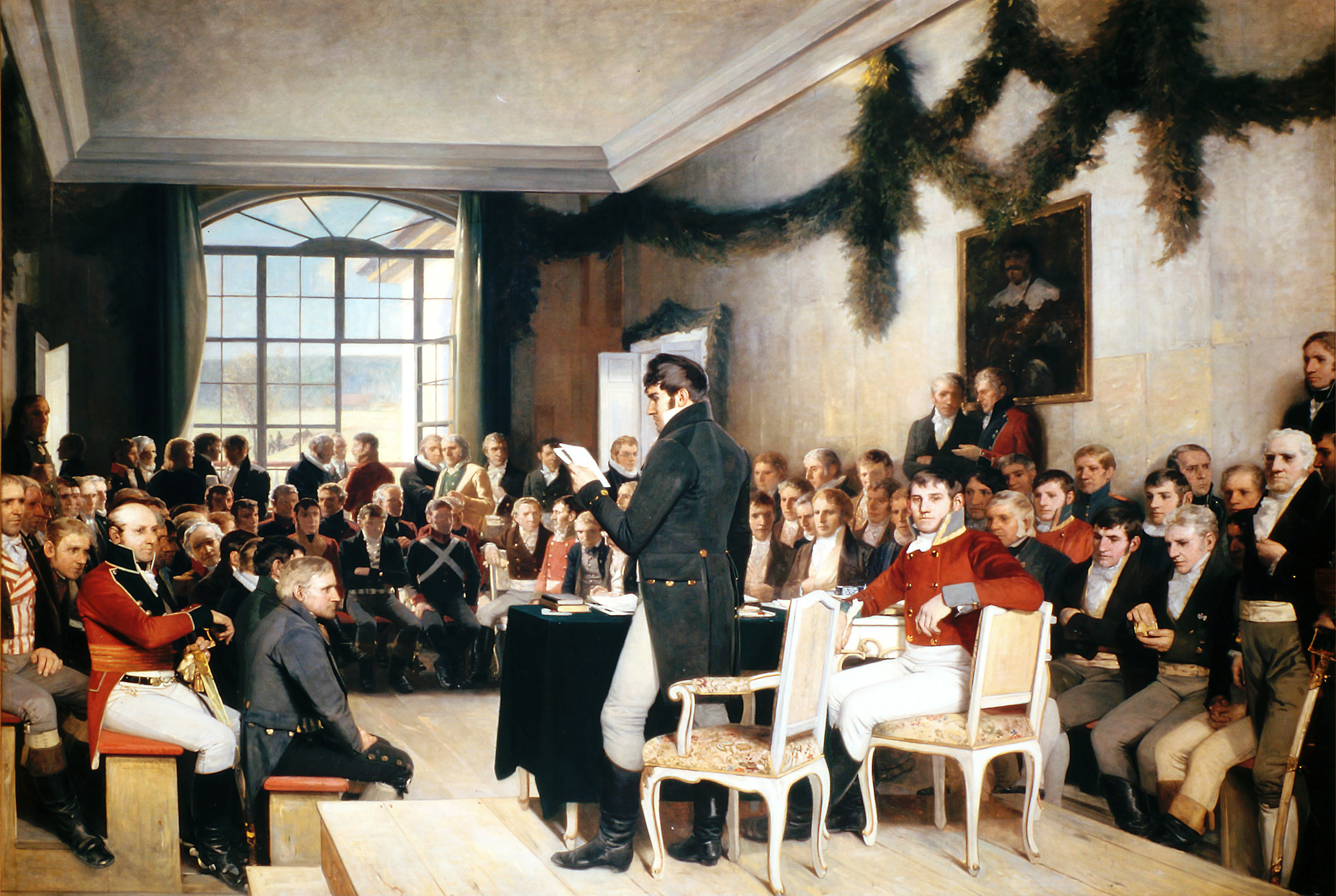
L'Assemblea Costituente Norvegese nel 1814

Anche se le potenze europee si rifiutarono di riconoscere il movimento indipendentista norvegese, vi furono dall'inizio di aprile di quello stesso segni anche dei primi mancati supporti alla causa svedese nel confronto.
Iniziò sempre più una certa opposizione al trattato di Kiel, in particolare a Bergen.
Il 10 aprile, la convenzione costituzionale si riunì per la prima volta ad Eidsvoll. La convenzione elesse così i propri ufficiali in presenza di Cristiano Federico il giorno successivo. Il dibattito iniziò il 12 aprile quando Nicolai Wergeland e Georg Sverdrup argomentarono sul mandato dell'assemblea e sulla base della legittimazione della reggenza. Iniziarono a delinearsi così i primi partiti: da un lato il "Partito per l'indipendenza" conosciuto come "Partito danese", "Partito del principe" o "l'urgente", dall'altro il "Partito dell'Unione", noto anche come "Partito occidentale", "Partito svedese" o "l'esitante".
Il conflitto principale interno si aprì sulle seguenti questioni:
- Il Partito dell'Indipendenza aveva la maggioranza e sosteneva il fatto che il mandato della convenzione era limitato a formalizzare l'indipendenza della Norvegia su base popolare per quell'anno. Con Cristiano Federico come reggente, le relazioni con la Danimarca sarebbero state negoziate nel contesto dell'indipendenza norvegese.
- Il Partito dell'Unione, la minoranza tra i delegati, riteneva che la Norvegia avrebbe ottenuto uno status più indipendente in un'unione con la Svezia piuttosto che con la Danimarca e che l'assemblea avrebbe dovuto continuare il proprio compito sino al completamento di una vera e propria costituzione nazionale.

La commissione costituzionale presentò le proprie proposte il 16 aprile, provocando un ulteriore dibattito. Il Partito dell'Indipendenza ebbe la meglio con una maggioranza di 78 voti contro 33 per riconoscere la Norvegia come monarchia indipendente. Vi fu anche una discussione sulla coscrizione militare per cui la nobiltà chiedeva di essere esentata.
Dal 20 aprile, i principi del diritto popolare all'autodeterminazione vennero meglio articolati da Christian Magnus Falsen e Gunder Adler che costituirono così la trama fondamentale della costituzione.

## La costruzione della costituzione

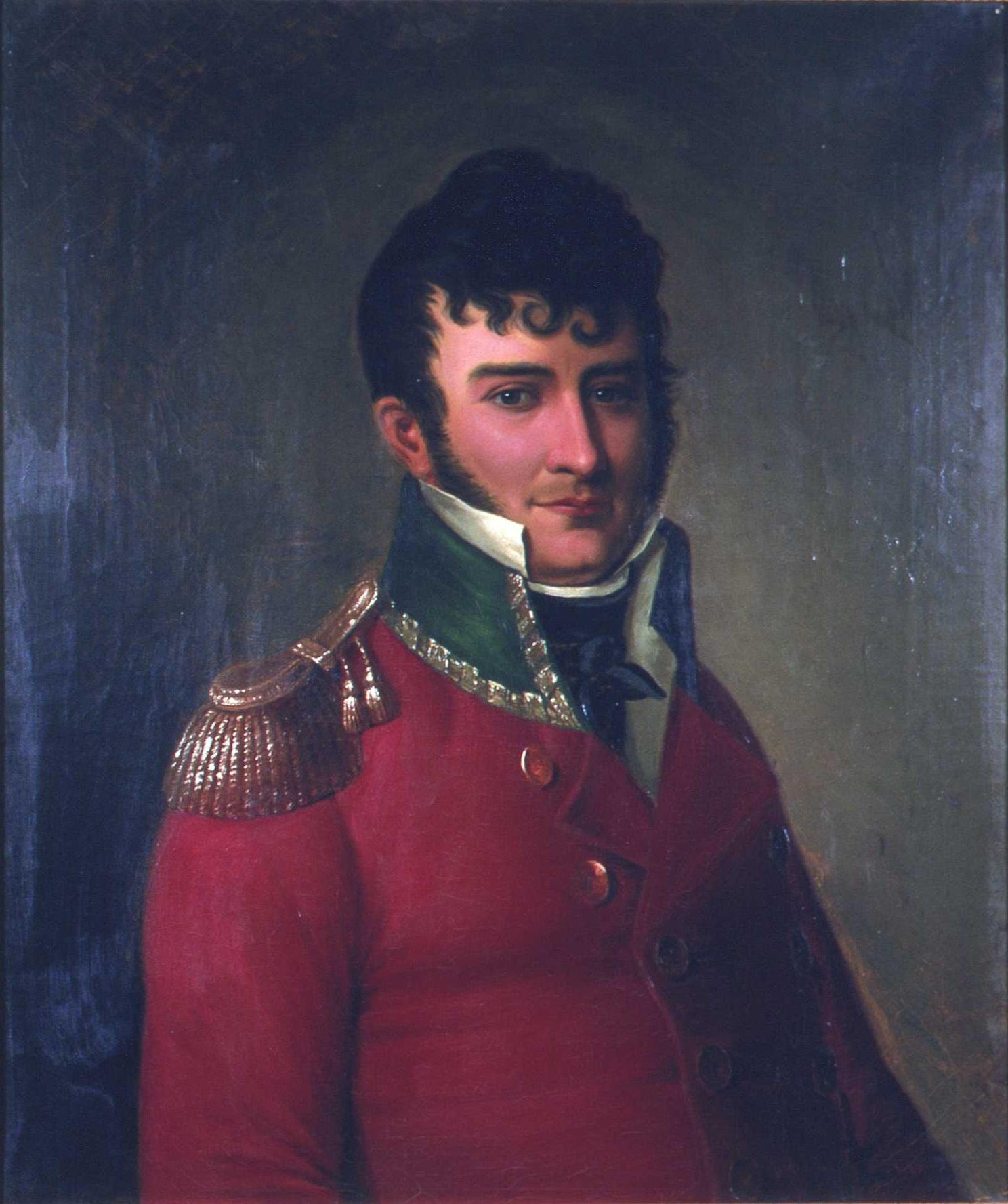
Christian Magnus Falsen è considerato il padre costituzionale della Norvegia.

Il 1 maggio venne siglata la prima bozza di costituzione elaborata dalla costituzione. Oltre ai principi fondamentali del popolo norvegese per la sua autodeterminazione, tra i precetti chiave della costituzione erano inclusi il diritto di proprietà e l'eguaglianza.
Dopo un lungo dibattito il 4 maggio, l'assemblea decise che la Norvegia avrebbe dovuto seguire la fede luterana evangelica, fede che il suo monarca avrebbe dovuto necessariamente professare (precludendo quindi de facto il cattolico Bernadotte dal trono norvegese), e che giudei e gesuiti avrebbero dovuto essere espulsi da regno.
Il 5 maggio, il Partito per l'Indipendenza perse un'altra battaglia quando l'assemblea votò 98 contro 11 di permettere al re di regnare anche su un altro Paese con l'assenso di due terzi dei voti dell'assemblea legislativa.
Il 7 maggio l'assemblea pose fuori legge la creazione di una nuova nobiltà in Norvegia, permettendo che le disposizioni dei diritti ereditari attualmente presenti venissero analizzate da un futuro corpo legislativo. L'8 maggio vennero discusse delle leggi concernenti la naturalizzazione ed il suffragio. Il giorno successivo, venne deciso che i cittadini stranieri avrebbero potuto ottenere la cittadinanza dopo dieci anni di residenza e che il diritto di voto sarebbe stato concesso solo agli uomini che avessero posseduto della terra in campagna, delle proprietà in città oppure ai servitori dello stato. Con questa premessa, circa metà degli uomini norvegesi ottennero il diritto di voto, una proposta radicale per l'epoca.
L'8 maggio, l'assemblea decise di optare per un sistema bicamerale noto col nome di Storting, composto da una camera alta (Lagting) e da una bassa (Odelsting) che avevano tra gli altri il compito di stabilire e raccogliere le tasse. L'assemblea passò inoltre il "paragrafo dei contadini" che prevedeva che i due terzi dello Storting fosse eletto dai distretti rurali del paese, mentre un terzo dovesse provenire dalle aree urbane. (questo paragrafo rimase in forza sino al 1952).
L'11 maggio, l'assemblea passò l'obbligo della coscrizione militare universale anche contro l'opposizione dell'élite che minacciò un'emigrazione di massa se i loro figli fossero stati obbligati al servizio militare.
Il 13 maggio, dopo due giorni di dibattito, l'assemblea approvò una legge per dare alla Norvegia la possibilità di emettere una propria moneta. Il Partito dell'Unione si oppose a tutto ciò, pretendendo che non vi fosse una base economica per un'indipendenza monetaria. Il Partito per l'Indipendenza, rispose che un'indipendenza monetaria era necessaria per assicurare l'esistenza di uno stato indipendente, senza riguardi per le considerazioni finanziarie. Ad ogni modo, il giorno successivo, l'assemblea decise di posporre il problema di una banca centrale sino a quando non fosse creato un corpo legislativo. Cristiano Federico fu profondamente deluso da questa decisione.
L'editto finale della costituzione venne approvato il 16 maggio. La copia ufficiale venne datata, firmata e sigillata dalla presidenza il 17 maggio, e siglata dagli altri rappresentanti il 18 maggio. Il 17 maggio è quindi considerato il Giorno della Costituzione in Norvegia. In quello stesso giorno, Cristiano Federico venne ufficialmente eletto re di Norvegia. L'elezione fu unanime, anche se alcuni delegati dissero che sarebbe stato meglio confermarla dopo la stabilizzazione della situazione politica nazionale.
Dopo l'elezione, Georg Sverdrup, il presidente dell'assemblea, tenne un breve discorso:
L'ultima frase venne quindi ripetuta dai presenti.
Il 20 maggio, l'assemblea si riunì per proclamare il motto ufficiale dello stato "Uniti e leali sino a quando le montagne di Dovre non crolleranno!"

## Alla ricerca di una legittimazione interna ed internazionale

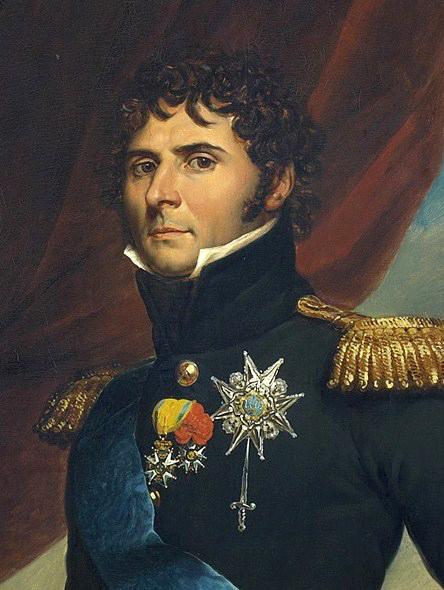
Carlo Giovanni si oppose strenuamente all'indipendenza norvegese, solo per offrire la generosa offerta dell'Unione.

Il 22 maggio, il nuovo re eletto fece il proprio ingresso trionfante a Christiania, esattamente un anno dopo il suo arrivo in Norvegia come viceré. I cannoni della Fortezza di Akershus risuonarono per il saluto reale e nella cattedrale locale si tenne una messa celebrativa. La preoccupazione maggiore rimaneva ancora però quella relativa al clima internazionale, ed il 24 maggio il governo decise di inviare due delegati dell'assemblea costituzionale adunirsi a Carsten Anker nel Regno Unito per perorare la causa della Norvegia.
Il 25 maggio venne convocato il primo consiglio di stato che istituì la corte suprema.
Il 31 maggio, il maggiore generale Johannes Klingenberg Sejersted propose di fermare una possibile invasione della Svezia al fiume Glomma, ma molti ritennero di doverli fermare direttamente al confine di stato.
Il 5 giugno, l'emissario inglese John Philip Morier giunse a Christiania in quella che sembrava una visita ufficiosa. Accettò l'ospitalità di uno dei ministri di Cristiano Federico e si accordò per incontrare il re informalmente. Cristiano Federico gli chiese se il Regno Unito era disposto a mediare tra Norvegia e Svezia, ma Morier non ritornò sui passi del suo paese e ribadì ancora una volta che la Gran Bretagna era sfavorevole ad una Norvegia indipendente. Si offrì di portare con sé nel regno unito gli emissari norvegesi Niels Aall e Wilhelm Christie. Chiese ai norvegesi di assoggettarsi alla supremazia svedese e che nel contempo la proposta del suo governo fosse ufficialmente stampata a chiare lettere su tutti i giornali norvegesi. Il 10 giugno l'esercito norvegese venne mobilitato e vennero distribuite armi e munizioni.
Il 13 giugno, Cristiano Federico ordinò un censimento in preparazione delle elezioni parlamentari.
Il 16 giugno, Carsten Anker inviò una lettera a Cristiano Federico nella quale fece riferimento alle discussioni recentemente avute con un alto diplomatico prussiano. Egli venne a conoscenza del fatto che Prussia ed Austria erano sul punto di sostenere le pretese della Svezia in Norvegia, che Alessandro I di Russia (distante cugino di Cristiano Federico) era favorevole all'unione tra Svezia e Norvegia ma non con Bernadotte come sovrano, e che il Regno Unito stava ricercando una soluzione al problema che però tenesse lontana la Norvegia dall'influenza della Russia.

## Il preludio della guerra
Il 26 giugno, emissari provenienti da Russia, Prussia, Austria e Regno Unito giunsero a Vänersborg in Svezia per persuadere Cristiano Federico a mantenere quanto previsto dal Trattato di Kiel. Conferirono con von Essen, il quale disse loro di aver pronti 65.000 soldati svedesi per invadere la Norvegia. Il 30 giugno gli emissari giunsero a Christiania. Incontrandosi col consiglio di stato norvegese il giorno successivo, l'emissario russo Orlov fu il primo a mettere sul tavolo la proposta: la Norvegia si sarebbe dovuta assoggettare alla corona svedese o avrebbe dovuto fronteggiare una guerra col resto dell'Europa. Quando Cristiano Federico rispose dicendo che il popolo norvegese aveva diritto a determinare la propria identità, l'emissario austriaco August Ernst Steigentesch fece il famoso commento: "Il popolo? Cosa può avere da ridire contro il volere dei propri governanti?".
Nel corso dei negoziati Cristiano Federico offrì addirittura di lasciare il trono per tornare in Danimarca così da consentire ai norvegesi di scegliere del loro futuro. Ad ogni modo si rifiutò di lasciare i forti di confine della Norvegia nelle mani delle truppe svedesi. La delegazione rifiutò la proposta di Cristiano Federico ma si offrì comunque di portarla a considerazione del sovrano svedese.
Il 20 luglio, Bernadotte inviò una lettera a suo "cugino" Cristiano Federico, accusandolo di intrighi e sotterfugi nei suoi confronti. Due giorni dopo si incontrò con la delegazione che era stata in Norvegia, i cui membri incoraggiarono il sovrano a considerare la proposta di Cristiano Federico per realizzare l'unione con la Svezia, ma il principe ereditario si sentiva ora oltraggiato. Ripropose il proprio ultimatum a Cristiano Federico per abbandonare senza riserve tutti i suoi diritti al trono oppure affrontare una guerra senza precedenti. Il 27 luglio, la flotta svedese occupò le isole di Hvaler, de facto dichiarando guerra tra Svezia e Norvegia. Il giorno successivo, Cristiano Federico rifiutò l'ultimatum svedese ritenendo che qualora egli si fosse arreso questo sarebbe stato un tradimento del suo popolo. Il 29 luglio le forze svedesi invasero la Norvegia.

## Una guerra breve con due vincitori
Le forze svedesi incontrarono ben poca resistenza nella loro invasione della Norvegia, oltrepassando la fortezza di Fredriksten. Le prime ostilità si ebbero poco dopo e si conclusero con una decisiva vittoria degli svedesi. Dal 4 agosto, la città fortificata di Fredrikstad si arrese. Cristiano Federico ordinò una ritirata verso il fiume Glomma. L'esercito svedese, cercando di intercettare la ritirata nemica, venne fermato nella Battaglia di Langnes, un'importante vittoria tattica per i norvegesi. L'assalto svedese da est venne effettivamente bloccato presso  Kongsvinger.
Il 3 agosto Cristiano Federico annunciò la propria volontà politica in un gabinetto dei ministri tenutosi a Moss. Il 7 agosto una delegazione svedese giunse al quartier militare norvegese a Spydeberg con una proposta di cessate il fuoco sulla promessa dell'unione tra Norvegia e Svezia col rispetto però della costituzione norvegese. Il giorno successivo, Cristiano Federico si espresse anch'egli in favore di questi termini di accordo, permettendo alle truppe svedesi di rimanere nelle loro posizioni ad est del fiume Glomma. Nuove ostilità si aprirono brevemente a Glomma ma l'esercito norvegese ottenne l'ordine di ritirarsi. I negoziati di pace con gli inviati svedesi iniziarono a Moss il 10 agosto. Il 14 agosto venne conclusa la Convenzione di Moss con un cessate il fuoco generale.
Cristiano Federico riuscì a escludere dal testo della convenzione ogni riferimento al fatto che la Norvegia avesse riconosciuto la validità del Trattato di Kiel, e la Svezia accettò il fatto che tale atto non era da considerarsi una premessa per una futura unione tra i due stati. Comprendendo i vantaggi dell'evitare una costosa guerra e permettendo alla Norvegia di entrare volontariamente in nell'unione con la Svezia anziché venire annessa come territorio di conquista, Bernadotte offrì termini di pace favorevoli. Egli promise ufficialmente di riconoscere la costituzione norvegese con solo dei piccoli emendamenti che si presentavano necessari a permettere l'unione tra i due paesi. Cristiano Federico si accordò per convocare una sessione straordinaria del parlamento in settembre o ottobre, trasferendo così i propri poteri ai rappresentanti del popolo che avrebbero quindi negoziato i termini dell'unione con la Svezia e rinunciò infine tutti i suoi diritti al trono norvegese, lasciando il paese.

## Un non facile cessate il fuoco
La notizia dell'unione con la Svezia fu un vero colpo al cuore per i norvegesi, reazioni di codardia e tradimento soprattutto dai comandanti militari che videro scomparire i propositi di una Norvegia indipendente, oltre ad una grande confusione nell'opinione pubblica norvegese. Cristiano Federico confermò la sua volontà di abdicare al trono "per ragioni di salute", lasciando la sua autorità al consiglio di stato come previsto dal protocollo segreto di Moss. In una lettera datata 28 agosto, ordinò al proprio consiglio di accettare gli ordini dalla "suprema autorità", con riferimento implicità al re svedese. Due giorni dopo, il re svedese si proclamò governante di Svezia e Norvegia.
Il 3 settembre, gli inglesi annunciarono la rimozione del blocco navale in Norvegia. Il servizio postale tra Norvegia e Svezia venne ripreso regolarmente. Il generale svedese in Norvegia, Magnus Fredrik Ferdinand Björnstjerna, minacciò però di riprendere le ostilità se i norvegesi non avessero aderito all'armistizio accettando l'unione con la Svezia. Cristiano Federico si disse che cadde in una profonda depressione.
Sul finire di settembre, sorse una disputa tra le autorità svedesi e quelle norvegesi sulla distribuzione del grano tra i poveri di Christiania. Il grano era infatti inteso come un dono dal re "norvegese" ai suoi sudditi, ma divenne un fatto di principio per il consiglio norvegese per ribadire che la transizione da un governo all'altro.

## Nuove condizioni
All'inizio di ottobre, i norvegesi si rifiutarono nuovamente di accogliere un bastimento di grano da Bernadotte mentre i mercanti locali cercarono di ottenere cibo e risorse necessarie dalla Danimarca. Nel contempo però si iniziò a capire che l'unione con la Svezia sarebbe stata inevitabile. Il 7 ottobre venne richiesta una riunione straordinaria dello Storting. I delegati dell'area occupata dalla Svezia a Østfold vennero ammessi solo dopo aver giurato di non aver mostrato fedeltà alle autorità svedesi. Il 10 ottobre, Cristiano Federico abdicò ufficialmente secondo le condizioni definite a Moss e si imbarcò alla volta della Danimarca. I poteri esecutivi vennero assegnati provvisoriamente allo Storting senza che i necessari emendamenti della costituzione potessero essere messi in atto.
Un giorno prima della fine del cessate il fuoco, lo Storting votò per 72 contro 5 l'adesione alla Svezia in unione personale, ma una mozione per eleggere Carlo XIII re di Norvegia fallì nel passaggio, dal momento che ancora erano richiesti i necessari emendamenti alla costituzione. Nei giorni successivi, lo Storting passò diverse risoluzioni in tal senso. Il 1 novembre, con 52 voti contro 25 la Norvegia non nominò un proprio console, decisione che in seguito avrebbe avuto pesanti conseguenze. Lo Storting adottò gli emendamenti alla costituzione e l'unione venne formalizzata il 4 novembre, e unanimemente elesse Carlo XIII re d Norvegia.